# العلاقات الجزائرية السريلانكية
العلاقات الجزائرية السريلانكية هي العلاقات الثنائية التي تجمع بين الجزائر وسريلانكا.

## مقارنة بين البلدين
هذه مقارنة عامة ومرجعية للدولتين:
| وجه المقارنة                                              | الجزائر                      | سريلانكا                         |
| --------------------------------------------------------- | ---------------------------- | -------------------------------- |
| المساحة (كم2)                                             | 2.38 مليون                   | 65.61 ألف                        |
| عدد السكان (نسمة)                                         | 38.81 مليون                  | 21.44 مليون                      |
| الكثافة السكانية (ن./كم²)                                 | 16.31                        | 326.78                           |
| العاصمة                                                   | الجزائر                      | سري جاياواردنابورا كوتي، كولمبو  |
| اللغة الرسمية                                             | اللغة العربية، لغات أمازيغية | اللغة السنهالية، اللغة التاميلية |
| العملة                                                    | دينار جزائري                 | روبية سريلانكي                   |
| الناتج المحلي الإجمالي (بليون دولار)                      | 170.37 مليار                 | 87.17 مليار                      |
| الناتج المحلي الإجمالي (تعادل القوة الشرائية) بليون دولار | 582.63 مليار                 | 246.62 مليار                     |
| الناتج المحلي الإجمالي الاسمي للفرد دولار أمريكي          | 4.21 ألف                     | 3.93 ألف                         |
| الناتج المحلي الإجمالي للفرد دولار أمريكي                 | 14.19 ألف                    | 11.11 ألف                        |
| مؤشر التنمية البشرية                                      | 0.745                        | 0.757                            |
| رمز المكالمات الدولي                                      | +213                         | +94                              |
| رمز الإنترنت                                              | .dz                          | .lk،                             |
| المنطقة الزمنية                                           | ت ع م+01:00                  | ت ع م+05:30                      |

## منظمات دولية مشتركة
يشترك البلدان في عضوية مجموعة من المنظمات الدولية، منها:
| علم المنظمة | اسم المنظمة                               | تاريخ انضمام الجزائر | تاريخ انضمام سريلانكا |
| ----------- | ----------------------------------------- | -------------------- | --------------------- |
|             | مؤسسة التنمية الدولية                     | 26 سبتمبر 1963       | 27 يونيو 1961         |
|             | يونسكو                                    | 15 أكتوبر 1962       | 14 نوفمبر 1949        |
|             | وكالة ضمان الاستثمار متعدد الأطراف        | 4 يونيو 1996         | 27 مايو 1988          |
|             | الأمم المتحدة                             | 8 أكتوبر 1962        | 14 ديسمبر 1955        |
|             | الاتحاد البريدي العالمي                   | ?                    | ?                     |
|             | البنك الدولي للإنشاء والتعمير             | 26 سبتمبر 1963       | 29 أغسطس 1950         |
|             | المنظمة الهيدروغرافية الدولية             | ?                    | ?                     |
|             | الاتحاد الدولي للاتصالات                  | 3 مايو 1963          | 1897                  |
|             | منظمة حظر الأسلحة الكيميائية              | ?                    | ?                     |
|             | مؤسسة التمويل الدولية                     | 23 سبتمبر 1990       | 20 يوليو 1956         |
|             | المركز الدولي لتسوية المنازعات الاستشارية | 22 مارس 1996         | 11 نوفمبر 1967        |
|             | منظمة التجارة العالمية                    | ?                    | ?                     |
|             | منظمة الشرطة الجنائية الدولية             | ?                    | ?                     |

## وصلات خارجية
- موقع وزارة الخارجية الجزائرية
- موقع وزارة الخارجية السريلانكية